# Богдан, Горан
Горан Богдан (хорв. Goran Bogdan; род. 2 октября 1980 года, Широки Бриег, Босния и Герцеговина) — хорватский актер. С 2005 года он снялся в более 40 фильмах, среди которых хорватская драма «Отец», франко-британский сериал «Последние пантеры», голливудский сериал «Фарго» и украинский шестисерийный детектив «Молчание».

## Биография
Горан Богдан родился 2 октября 1980 года в городе Широки Бриег в Боснии и Герцеговине. Его отец Шимун — профессор факультета машиностроения в Мостаре, а мать Мила — профессор математики в средней профессиональной школе в Широки Бриеге. У Горана есть три брата и две сестры.
Начал выступать, как любитель в возрасте 15 лет. В 16 лет играл на гитаре в рок-группе Luna Meugim.
Учился на экономическом факультете в университете Загреба, а также три года проучился на транспортном факультете.
C 2005 по 2012 год учился в Академии драматического искусства в Загребе.
Во время учебы серьезно увлекся актерским мастерством.
Первые роли получил в Пещенском культурном центре и присоединился к любительской драматической секции «Гаудеамус».

## Актерская карьера
В 2010 году Богдан стал актером Загребского молодежного театра. Играл в следующих спектаклях: «Гамлет», «Коко в Париже», «Вокруг света за 80 дней», «Путешествия Гулливера», «Письмо Хайнера Миллера», «Гадкий утёнок» и во многих других. Кроме ролей в Загребском молодежном театре, он играл и в других театрах. Богдан принимал участие в таких спектаклях: «В стране чудес», «Свято малых граждан», «Пьяный процесс», «Обзор назад» и других.
Сыграл более 40 ролей в кино и телевизионных программах. Наибольшую популярность ему принесли роль брокера Анте в фильме «Соня и бык» (2012), роль Мирана в «Некоторые другие истории» (2010). Горан Богдан был признан рекордсменом по количеству ролей на Кинофестивале в Пуле.
Участвовал в написании сценария к фильму «Ходок» (2014).
Помимо актерской карьеры в Хорватии, Горан играет в иностранных фильмах. В 2015 году он сыграл роль серба Милана Челика в французско-британском криминальном сериале «Последние пантеры» о реально существовавшей группировке Розовые пантеры, специализировавшейся на ограблениях ювелирных магазинов. После этого он сыграл украинца Юрия Гурку в третьем сезоне американского сериала Фарго (2017). Также играл в фильмах Все включено (2017) и Мы не говорили о конце (2018).
Горан Богдан был членом жюри на Сараевском кинофестивале в 2017 году.
Вместе со своим кумом он основал фестиваль «Западная Герцеговина», который продвигает новые фильмы и музыку.
В 2021 году снялся в хорватско-украинском шестисерийном фильме «Молчание» основанном на цикле романов Драго Хедла «Славянская трилогия», который повествует о сексуальном рабстве в Восточной Европе. В этой картине он сыграл журналиста Стрибора, который расследует загадочные исчезновения девочек-подростков, которые происходят параллельно в Киеве и хорватском городе Осиек. Вместе с другими героями он обнаруживает, что между этими двумя городами налажена нелегальная торговля оружием и девушками, которых продают в целях сексуального рабства.

## Награды
- 2013 — Театральный актер года по версии Teatar.hr Awards.
- 2017 — Премия Владимира Назора за совершенство в кино — роль в фильме «Агапэ».[14]
- 2020 — Премия Европейской киноакадемии лучшему актёру — роль в фильме «Отец». Стал первым хорватским актером, номинированным на европейскую кинопремию за лучшую мужскую роль[19][20][21][22][23][24].

## Фильмография

### Основные роли на телевидении
- «Зломолчание» в роли журналиста Стрибора (2021)
- «Утро все изменит» в роли Вука Антонича (2018)
- «Хранитель замков» в роли Земана (2017)
- «Фарго» в роли украинца Юрия Гурки (2017)
- «Вера и заговор» в роли Сергея Рудича (2016)
- «Последние пантеры» в роли Милана Челика (2015)
- «О терапии», в роли Джози (2013)
- «Стип прочь» в роли Бориса (2013)
- «Мастера» в роли Ильи (2013)
- «Отдых, ты этого заслужил» в роли Никола (2008)
- «Гордость Раткаив» в роли охранника (2008)
- «Безумный дом» в роли Джози (2008)
- «Навсегда соседи» в роли Андрея (2007—2008)
- «Обычные люди», в роли Небойша (2007)
- «Запретная любовь» в роли адвоката Чуляка (2005)

### Основные кинороли
- «Отец» (2020)
- «Я немного помню тот день» (2019)
- «Я действую, я есть» (2018)
- «Агапе» в роли Мирана (2017)
- «Все самое лучшее» в роли Мислава (2016)
- «Имена вишен» в роли Марко (2015)
- «Такие правила» в роли врача (2014)
- «Мальчики с улицы Маркса и Энгельса» в роли Станка (2014)
- «Номер 55» в роли Тома (2014)
- «Дети священника» в роли Юре (2013)
- «Мастера» в роли Ильи (2013)
- «Соня и бык» в роли Анте Кево (2012)
- «Ирис» (2012)
- «Дети Харакири» (2010)
- «Шоу должно продолжаться» в роли солдата (2010)
- «Некоторые другие истории» в роли Марина (2010)
- «Чемпион» в роли молодого солдата (2010)
- «В стране чудес» в роли Джосан (2009)
- «Черт» в роли врача (2008)
- «За стеклом» в роли работника № 1 (2008)
- «Ночная езда» в роли преступника (2007)
- «Для наивных мальчиков» в роли Дарио Шимича (2007)